# Кувил
Кувил (фр. Couville) насеље је и општина у северној Француској у региону Доња Нормандија, у департману Манш која припада префектури Шербур-Октевил.
По подацима из 2011. године у општини је живело 1000 становника, а густина насељености је износила 116,28 становника/km². Општина се простире на површини од 8,6 km². Налази се на средњој надморској висини од 100 метара.

## Демографија
| 1962. | 1968. | 1975. | 1982. | 1990. | 1999. | 2011. |
| ----- | ----- | ----- | ----- | ----- | ----- | ----- |
| 361   | 412   | 488   | 657   | 821   | 820   | 1.000 |

График промене броја становника у току последњих година